# Pasquale Anfossi
Pasquale Anfossi (25. april 1727 i Taggia - februar 1797 i Rom) var en italiensk operakomponist.
Anfossi blev født i Taggia, Liguria, og han studerede sammen med Niccolò Piccinni og Antonio Sacchini. Han arbejdede hovedsageligt i London, Venedig og Rom. Han skrev mere end 80 operaer, både opera seria og opera buffa, selvom han koncentrerede sig om kirkemusik, særligt oratorier, i sine sidste år. Anfossi døde i Rom i 1797. På dette tidspunkt var han kapelmester ved Laterankirken, og han nævnes blandt sin tids bekendteste operakomponister, men hans arbejder er ret hurtigt forsvundne fra operascenen.
Han skrev blandt andet værket La vera costanza, der blev opført af en italiensk gæstetrup i København den 31. januar 1778.

## Liv
Oprindeligt forberedte Anfossi sig til en karriere som udøvende musiker, og studerede fra 1744 til 1752 violin ved Napolis Loreto-konservatorium. Senere spillede han violin i et operaorkester i omtrent ti år. Derefter besluttede han sig for at blive komponist og tog undervisning hos Sacchini og Piccini. Anfossis første opera var farsettaen La serva spiritosa, skrevet til karnevallet i Rom i 1753. Han etablerede sig ikke som operakomponist med det samme, men arbejdede som assistent hos læreren Sacchinis, hvor opgaven var at fuldføre hans operaer. Anfossi fik et vist gennembrud i Rom 1773 med dramma giocosoen L'incognita perseguitata.
Frem til 1782 skrev han omtrent 30 operaer, som hovedsagelig blev opførte i Venezia og Rom, men også andetsteds i Italien og i Wien. I 1782 fik han med Il trionfo della costanza sin første uropførelse i London; som musikdirektør var han forpligtet til at opføre fem egne, nyskrevne operaer og opføre flere andre komponister, for eksempel Glucks Orfeo med ekstra musik af J.C. Bach og Händel. En kritiker skrev om hans sidste opførsel i London, L'inglese in italia, "musikken lider åbenbart under en trættende ensformighed»´".
Anfossi vendte tilbage til Italien og under karnevallet i 1787 fik han med farsettaen Le pazzie de' gelosi igen suksess i Rom. I 1789 endte imidlertid en 20 år lang kontinuerlig produktion af nye operaer, og han indskrænkede sig herefter til kirkemusik. Han blev udnævnt til maestro di cappella ved San Giovanni in Laterano og beholdt denne post til sin død.

## Værker
Anfossis værker er ikke kendt i deres helhed, men ved siden af mindst 20 oratorier på latin og italiensk komponerede han med sikkerhed mindst 60 operaer, måske 70 eller mere. Hans tidlige værker var forståeligt nok nært beslægtede med lærerne Piccinni og Sacchinis stil. Harmonien var diatonisk og noget intetsigende, men her og der med inspireret melodi. Orkestreringsstilen ændrede sig i løbet af hans karriere, han fik frem en del farverige virkninger gennem effektiv brug af blæseinstrumenter. Frem til midten af 1770-erne syntes han at foretrække gammeldags, rene da capo-arier i sine opere serie, for derefter ligesom i sine tidlige komiske værker at gå over til friere former. Større former, som finaler, syntes at ligge for ham, og han havde åbenbart en forkærlighed for sentimentale øjeblikke og karakterer.
Hans musik blev kritiseret som ikke tilstrækkelig dramatisk og svag, når det gjaldt karakterisering. Hans buffokarakterer mangler i det store originaliteten hos hans samtidige Cimarosa og Paisiello, og det er vanskeligt at se bort fra, at hans seria-musik er temmelig formelagtig.
Anfossi var længe glemt som operakomponist, for trods sin store popularitet i samtiden blev hans værker hurtigt stillet i skyggen af Salieri, Rossini og Mozart. Alligevel iscenesatte Johann Wolfgang von Goethe i egenskab af teaterdirektør i Weimar Anfossis farsetta La Maga Circe ("Troldkvinden Circe"). Librettoen omarbejdede han sammen med Christian August Vulpius, og planlagde en udvidelse, som der imidlertid ikke blev noget af.
I nyeste tid er enkelte af Anfossis værker blevet iscenesatte og indspillede, eksempelvis Giuseppe riconosciuto. I 2005 blev værker af Anfossi opført ved sommerfestspillene i Salzburg

### Værkfortegnelse
- La madre dei Maccabei (libretto af Giuseppe Barbieri, 1765, Rom)
- Noe sacrificium (1769, Venedig eller Firenze)
- Carmina sacra camenda in nosocomio pauperum derelictorum (1773, Venedig)
- Jerusalem eversa (1774, Venedig)
- David contra Philisthaeos (1775, Venedig)
- Giuseppe riconosciuto (libretto af Pietro Metastasio, 1776, Rom)
- Carmina sacra recinenda a piis virginibus (1776, Venedig)
- Samuelis umbra (1777, Venedig)
- Virginis assumptae triumphus (1780, Venedig)
- La nascita del Redentore (libretto af Giacomo Gregorio, 1780, Rom)
- Esther (1781, Venedig)
- La Betulia liberata (libretto af Metastasio, 1781)
- Sedecia (1782, Venedig)
- Il sacrificio di Noè uscito dall'arca (1783, Rom)
- Prodigus (1786, Venedig)
- Sant'Elena al Calvario (libretto af Metastasio, 1786, Rom)
- Ninive conversa (1787, Venedig)
- Il figliuol prodigo (libretto af Carlo Antonio Femi, 1792, Rom)
- La morte di San Filippo Neri (libretto af Carlo Antonio Femi, 1796, Rom)
- Gerico distrutta
- Il convito di Baldassare
- Per la nascita di Nostre Signore Gesù Cristo